# Siniweler
Der Siniweler ist ein 1907 m ü. A. hoher Berg im Toten Gebirge in Österreich. Auf dem Weg von der nördlich des Grundlsees gelegenen Zimitzalm ins Widderkar tritt die rund 400 Meter hohe Felswand des Siniweler markant in Erscheinung.

## Zustieg zum Gipfel
Der Siniweler ist über markierte Wege oder Steige nicht zu besteigen. Er ist nur mühsam über unwegsames Schrofen- und Latschengelände erreichbar.